# Tentúgal
Tentúgal es una freguesia portuguesa del concelho de Montemor-o-Velho, con 34,48 km² de superficie y 2.275 habitantes (2001). Su densidad de población es de 66,0 hab/km².